# Schefflera stuhlmannii
Schefflera stuhlmannii är en araliaväxtart som beskrevs av Hermann August Theodor Harms. Schefflera stuhlmannii ingår i släktet Schefflera och familjen araliaväxter. Inga underarter finns listade.